# Star Ocean: The Last Hope
Star Ocean: The Last Hope (スターオーシャン4 Sutā Ōshan 4?) es el cuarto videojuego de rol de la serie Star Ocean desarrollado por tri-Ace y publicado por Square Enix inicialmente para Xbox 360, lanzado durante el 2009. El juego se desarrolla poco siglos antes del primer Star Ocean (alrededor de SD 10, o aproximadamente 2097 dC). La historia gira en torno a Edge y su equipo contra la lucha de una amenaza misteriosa llamada "Grigori". 
La versión internacional del juego fue anunciada por Square Enix para PlayStation 3 en exclusiva y tuvo un lanzamiento "mundial" para el 9 de febrero del 2010 (con un retraso de 3 días en Europa). El nombre oficial es Star Ocean: The Last Hope International, el juego cuenta con las voces en japonés e inglés, además de contenido exclusivo de la versión internacional. Una versión remasterizada con soporte de resoluciones hasta 4K fue lanzada mundialmente para PlayStation 4 y Microsoft Windows el 28 de noviembre de 2017.

## Historia
The Last Hope nos sitúa en la Tierra en el año 2064 D.C., donde ha estallado la Tercera guerra mundial. El uso de armas de destrucción masiva deterioró el planeta y aniquiló la gran parte de la humanidad. Cuando los bandos se dieron cuenta, hicieron un alto al fuego, pero era demasiado tarde para remediar los hechos. 
La población superviviente se acogió a la seguridad de ciudades subterráneas para sobrevivir y se creó el organismo de la "Nueva Naciones Unidas". La sección de "Ciencia y tecnología de administración al universo" (USTA) tenía el objetivo de encontrar un nuevo planeta donde poder vivir. No fue hasta el año 2084 D.C. cuando se podría empezar a exploración espacial, gracias a los experimentos del profesor Trillas Bachstein, y sería marcado como el año 1 de la era espacial. Al año 10 de la era espacial partirá la primera expedición espacial en busca de un nuevo planeta.

## Sistema de juego
The Last Hope usa un sistema de combate en tiempo real al igual que el resto de la serie, añadiendo el "Modo Ráfaga" (Rush) y Fintas (Blindsides). El medidor de Ráfaga permite a los jugadores realizar un ataque preventivo contra el oponente, o utilizar una habilidad o ataque especial. Cada personaje posee su propio medidor Ráfaga con sus propias habilidades. Las Fintas permiten al jugador fintar el ataque del enemigo y contraatacar. Otra novedad del sistema es la posibilidad de hacer equipos de cuatro personajes para las batallas, a diferencia de la entrega anterior. Además, se podrá cambiar al jugador controlable durante la batalla.

### Calnus
Una nueva característica que ofrece The Last Hope es tomar el rol de capitán de la nave espacial, la SRF-003 Calnus, que se ha enviado en función de explorar otros planetas. La Calnus posee una cubierta de vuelo donde permite seleccionar el planeta que quieres explorar, una sala de recreo donde el jugador puede entretenerse e interactuar con los otros compañeros, una sala de conferencias donde el jugador se reúne con los otros compañeros para idear nuevas formas de creación de objetos, un simulador de combate para practicar el modo batalla (ya estaba disponible en entregas anteriores como Star Ocean: Till the End of Time), y las habitaciones donde el jugador selecciona las parejas que dormirán juntas. Si la combinación es correctas, desbloquearas nuevas "Acciones Privadas".

### Private Actions
Las Private Actions (también conocidas como PA) es una función que retorna de los juegos anteriores de la serie Star Ocean, donde el principal protagonista, Edge, puede interactuar con sus compañeros de equipo. Para obtener una PA, el protagonista deberá conversar con un compañero de equipo durante los descanso de después de la exploración o de la batalla, para así aumentar su relación con él/ella. La elección correcta desbloqueará eventos especiales o escenas entre Edge y el miembro del equipo. La colocación del miembro del equipo en la misma habitación, aumenta más la afinidad entre los dos miembros. Dependiendo de las PA es posible ver escenas adicionales al final del juego. Hay cerca de un total de 100 PA que pueden ser desbloqueados.

### Sistema TAMC
El Sistema Tipo de Atributo de Mejora de Combate (TAMC) es una nueva característica de The Last Hope, que permite al jugador elegir el tipo de estilo de lucha que quiere que sus compañeros de equipo efectúen, estos incluye ofensivo, defensivo, y neutros. Al incrementar la experiencia, el equipo pueden alcanzar estados de mayor rango de combate, desbloqueando estilos avanzados conocidos como "Bonificaciones de Estilo". TAMC: G (Golpe) es un estilo ofensivo de lucha, que se centra en las fintas. En efecto, el miembro renuncia a la defensa y realiza un conjunto de fintas para confundir al enemigo, y a continuación, desencadena un conjunto de ataques perjudiciales. TAMC: E (Estallido) es un estilo defensivo de lucha, que se centra en el Modo ráfaga. El miembro utiliza para enfrentarse al enemigo ataques especiales. TAMC: N (Neutro) es un estilo neutral de lucha que se centra en el aumento de parámetros. TAMC: N no tiene rango.

### Ataques especiales y simbología
Los ataques especiales son desbloqueados al subir el nivel de los miembros del equipo, como ataques de largo alcance o de cuerpo a cuerpo. Los Combos de Ráfagas permite realizar ataques especiales encadenados. La Simbología permite al personaje emitir magia. El tiempo de lanzamientos depende de las cualidades del miembro.

## Personajes
- Edge Maverick (Terrícola, masculino, 20 años)

Edge es el capitán de la nave espacial SRF-003 Calnus. Es un joven honesto, con un fuerte sentido de la responsabilidad y la justicia. Inicialmente se ofreció en el viaje inaugural del SRF para salvar a la humanidad de la extinción, y es ascendido a capitán tras los acontecimientos de la primera misión. Es bastante impulsivo y no piensa mucho en las consecuencias de sus actos, y por su edad también es subestimado por algunos superiores del SRF.
- Reimi Saionji (Terrícola, femenino, 19 años)

Reimi es amiga de la infancia de Edge y es presente como miembro del viaje inaugural del SRF. Fue elegida para unirse a la tripulación del SRF tras pasar un examen del USTA. Su habilidad con el arco son inigualables tras haber dominado los estilos orientales y occidentales de tiro con arco. A pesar de poner una sonrisa y ser alegre frente sus compañeros, es una persona triste y que carga duramente contra ella. Sus padres son científicos de la División de Desarrollo Espacial de la USTA.
- Faize Sheifa Beleth (Eldariano, masculino, 18 años)

Faize es un joven del planeta Eldar y es miembro del equipo de exploración planetario. Pone mucha importancia a la educación y con frecuencia tiene en alta estima a los que poseen capacidades y habilidades. Es el primer extraterrestre que entra en contacto con Edge y Reimi y quedó asombrado por la habilidad con la espada de Edge y su fuerza de liderazgo. A menudo es tranquilo y sereno, y posee grande talento para el cálculo y la ingeniería, que le permitió construir su propia nave espacial.
- Lymle Lemuri Phi (Lemuriana, femenino, 15 años)

Lymle es una joven habitante de la aldea de Triom del planeta Lemuris. Perdió a sus padres cuando era pequeña y fue criada por su abuelo, el jefe de la aldea. Tiene un gran talento en el uso de Símbolos, una forma de magia, desde su nacimiento. Es una niña mimada a menudo perjudicial, debido a un incidente de pequeña ella se encerró en sí mismo y actúa como una niña. Al conocer a Faize por primera vez en Lemuris, su primera impresión fue antipática hacia él.
- Bacchus D-79 (Morphusiano, masculino, 32 años)

Bacchus es un científico del planeta En II que posee tecnología punta, mucho más avanzada que la Tierra. Es el miembro de mayor edad del grupo. Decidió por voluntad propia transformar su cuerpo en el de un cyborg con el fin de controlar los pensamientos más complexos y los cálculos, sin embargo esto le ha llevado a perder su capacidad de expresar sus emociones aunque tiene un fuerte instinto por la justicia. Tiene la capacidad de camuflarse.
- Meracle Chamlotte (Lesser Fellpool, femenino, 16 años)

Meracle es una gata-humana, y es la más alegre del grupo. Inicialmente fue mantenida prisionera en una versión alternativa de la Tierra para experimentación, por su origen extraterrestre. Como es medio animal, posee cualidades de gatos como son una mayor audacia y un fuerte olfato, también tiene mucha curiosidad. Tiene un gran apetito y siempre tiene hambre, y al ver comida grita "Yummy!".
- Myuria Tionysus (Morphusiana, femenino, 22 años)

Myuria es una investigadora y luchadora del planeta En II, el mismo planeta que Bacchus. Tiene una personalidad muy determinante, no renuncia a nada que haya puesto todo su corazón. Es muy ágil y apta para el combate. También muestra una personalidad calmada frente sus amigos, aunque está cambia si la situación es grave. Su nave se estrelló cuando estaba de luna de miel al verse involucrada en una batalla entre una nave alienígena y la nave de Crowe, la SRF-001 Aquila.
- Arumat P. Thanatos (Eldariano, masculino, 26 años)

Arumat es un guerrero del planeta Eldar, bendecido con la capacidad de lucha extraordinaria, incluso para los estandards Eldarianos. Por desgracia, se enfrenta a un problema de salud. Sus células musculares se rompen con facilidad, lo que le obliga a elegir a renunciar su cuerpo o a morir lentamente. No es de extrañar que eligió vivir el resto de su vida en su cuerpo por la redención de la vida de los hombres que perdieron en el camino. Tenía 17 años cuando su tropa fue destruida después de una batalla con los fantasmas, dejándolo como el único superviviente.
- Sarah Jerand (Featherfolk, femenino, 19 años)

Sarah es una Winged Featherfolk que creció en el planeta Roak sin vida en un pueblo, viviendo una vida virtual. Desafortunadamente, no puede volar largos tramos (a diferencia de otros) por razones que se desconocen. Posteriormente, fue asignado como un enviado del reino de Astral. Los Featherfolk son venerados como personas sagradas. Aunque ella es muy ingenua, posee un gran sentido de la bondad, el amor y la compasión, y con frecuencia tiene una actitud maternal con quien se cruza.
- Crowe F. Almedio (Terrícola, masculino, 21 años)

Crowe es un personaje no jugable de The Last Hope, amigo de la infancia, rival y gran hermano de Edge, golpeándolo constantemente. Es el capitán de la SRF-001 Aquila, una nave espacial; y también fue parte del viaje inaugural SRF-003 Calnus, pero fue separado del resto de la flota después de una anomalía que se produjo en el viaje. Crowe, alcanzó el rango de capitán de la SRF-001 Aquila a una edad de 21 años, debido a su excepcional talento y capacidad de liderazgo. Su agilidad mental le permite mantener la calma, analiza y resuelve las muchas situaciones que ha superado. La razón para unirse al SRF es ayudar a abrir un nuevo capítulo para la Tierra y la humanidad, tras pasar la Tercera Guerra Mundial.

## Recepción
En general, el juego fue recibido mucho mejor que otros RPG de Square Enix de la nueva generación, como son Infinite Undiscovery o The Last Remnant, que recibieron muchas críticas. IGN le otorgó un 8/10, alegando que el argumento podía ser más atractivo pero que las luchas son muy entretenidas e interactivas. Algunas de las pequeñas molestias era el tener que cambiar de disco al visitar zonas anteriores. También comentan que tenía que haber estado la opción de la voz en japonés y que la sincronización con el doblaje inglés está muy mal realizado. X-Play, quien le otorgó 4 de 5 estrellas, alegan que la historia es épica, atractiva y mantiene un buen ritmo de principio a fin, y de combates frenéticos, complexos y suaves. En contra, que algunos objetivos no eran claros y que hacían perder al jugador. TeamXbox galardonado al juego con una puntuación de 8,5, alabando la lucha equilibrada y adictiva, que permite al jugador manejar tanto en la estrategia y la habilidad de juego a la lucha. La Revista Oficial de Xbox da una puntuación de 8,5, citando la mezcla adictiva de combate, misiones y una trama atractiva, pero critica la larga extensión de las escenas y la falta de guardar durante el juego.	
El juego ha vendido 166.027 copias en sus primeros cuatro días en el mercado japonés, colocándolo en tercer lugar, detrás de Blue Dragon y Tales of Vesperia para las ventas de juegos de Xbox 360 en Japón. 24.584 unidades de Xbox 360 fueron vendidas durante la semana del 16 de febrero de 2009. The Last Hope se ha convertido en el best-seller de juegos Xbox 360 en Japón, con 208.438 unidades. Al 31 de mayo de 2009, el juego ha vendido 420.000 ejemplares en todo el mundo.